# Mike Condon
Michael Johnston „Mike“ Condon (* 27. April 1990 in Holliston, Massachusetts) ist ein ehemaliger US-amerikanischer Eishockeytorwart und derzeitiger -trainer, der im Verlauf seiner aktiven Karriere zwischen 2009 und 2020 unter anderem 131 Spiele für die Canadiens de Montréal, Pittsburgh Penguins und Ottawa Senators in der National Hockey League (NHL) bestritten hat. Mit der US-amerikanischen Nationalmannschaft nahm Condon an der Weltmeisterschaft 2016 teil.

## Karriere

### Jugend und Universität
Mike Condon wurde in Holliston geboren, wuchs im benachbarten Needham auf und besuchte die Belmont Hill School. 2009 schrieb er sich an der Princeton University ein, begann dort ein Studium der Politikwissenschaften und spielte fortan für die Princeton Tigers in der ECAC, einer Division der National Collegiate Athletic Association (NCAA). Nachdem Condon als Freshman nur vier Einsätze für die Tigers absolviert hatte, kam er in der Folgesaison bereits auf elf Spiele, in denen er eine Fangquote von 90,2 % sowie einen Shutout erreichte. In den folgenden zwei Jahren in Princeton steigerte er seine persönliche Statistik bis auf eine Fangquote von 92,3 % in der Saison 2012/13, wurde jedoch in keinem NHL Entry Draft ausgewählt.
Um im professionellen Eishockey Fuß zu fassen, schloss sich Condon während des Spring Break 2013 probehalber (amateur tryout contract) den Ontario Reign aus der ECHL an. Für die Reign ließ er in vier Spielen nur sechs Gegentore zu, sodass er kurz darauf einen weiteren Probevertrag bei den Houston Aeros aus der einen Rang höher eingestuften American Hockey League (AHL) unterzeichnete. Auch dort wusste der Torhüter zu überzeugen, sodass ihn die Canadiens de Montréal aus der National Hockey League (NHL) im Mai 2013 mit einem auf zwei Jahre befristeten Einstiegsvertrag ausstatteten.

### NHL
Die Canadiens setzten Condon in der Saison 2013/14 hauptsächlich bei ihrem ECHL-Farmteam ein, den Wheeling Nailers, bei denen er in 39 Spielen auf sechs Shutouts sowie eine Fangquote von 93,1 % kam. Zudem wurde er zum ECHL-Rookie des Monats November gekürt. Zudem absolvierte er bereits drei Spiele bei den Hamilton Bulldogs aus der AHL, bei denen er in der folgenden Spielzeit 2014/15 regelmäßig zum Einsatz kam. Im Februar 2015 verlängerten die Canadiens seinen Vertrag um weitere zwei Jahre.
Im Rahmen der Vorbereitung auf die Saison 2015/16 verdrängte Condon Dustin Tokarski aus dem Aufgebot der Canadiens und ging somit als neuer zweiter Torhüter hinter Carey Price in die neue NHL-Spielzeit. Bereits am elften Spieltag zog sich Price jedoch eine Verletzung zu, die ihn im Endeffekt – bis auf eine kurze Rückkehr aufs Eis – bis zum Saisonende ausfallen ließ, sodass Condon nun erster Torwart der Canadiens war. In der Folge kam der US-Amerikaner auf 55 Spiele, die meisten eines Rookie-Torhüters der Canadiens seit der Spielzeit 1971/72 (Ken Dryden, 64 Spiele). Seine Leistungen führten dazu, dass er zum Team USA gehörte, das bei der Weltmeisterschaft 2016 den vierten Platz erreichte. Condon kam dabei im Wechsel mit Keith Kinkaid auf fünf Einsätze.
Kurz vor Saisonbeginn wurde er im Oktober 2016 über den Waiver von den Pittsburgh Penguins verpflichtet. Anfang November jedoch, nach einem absolvierten Saisonspiel, gaben ihn die Penguins bereits im Tausch für ein Fünftrunden-Wahlrecht im NHL Entry Draft 2017 an die Ottawa Senators ab. Bei den Senators kam Condon anschließend regelmäßig zum Einsatz, verlor seinen Stammplatz jedoch in der Saison 2018/19. In der Folge wurde er im Juli 2019 im Tausch für Ryan Callahan zu den Tampa Bay Lightning transferiert. Darüber hinaus erhielt Ottawa ein Fünftrunden-Wahlrecht im NHL Entry Draft 2020 und Tampa ein Sechstrunden-Wahlrecht im gleichen Draft.
Die Lightning setzten ihn in der AHL bei den Syracuse Crunch ein, ehe sie ihn im Februar 2020 an die Charlotte Checkers verliehen. Seinen im Oktober 2020 auslaufenden Vertrag verlängerten sie anschließend nicht, woraufhin Condon seine aktive Karriere beendete. In der Folge wurde er Torwarttrainer an der Northeastern University.

## Karrierestatistik

### International
Vertrat die USA bei:
- Weltmeisterschaft 2016

(Legende zur Torhüterstatistik: GP oder Sp = Spiele insgesamt; W oder S = Siege; L oder N = Niederlagen; T oder U oder OT = Unentschieden oder Overtime- bzw. Shootout-Niederlage; Min. = Minuten; SOG oder SaT = Schüsse aufs Tor; GA oder GT = Gegentore; SO = Shutouts; GAA oder GTS = Gegentorschnitt; Sv% oder SVS% = Fangquote; EN = Empty Net Goal; 1 Play-downs/Relegation; Kursiv: Statistik nicht vollständig)